# Niederharthausen
Niederharthausen ist ein Gemeindeteil der Gemeinde Aiterhofen und eine Gemarkung im Landkreis Straubing-Bogen in Niederbayern.

## Geographie
Das Kirchdorf liegt etwa zwei Kilometer südöstlich vom Hauptort Aiterhofen. Der historische Kern erstreckt sich beidseits der Kreisstraße SR 72, begleitet vom Schambach, der hier früher auch als Gänsgraben bezeichnet wurde.
Die Gemarkung Niederharthausen mit einer Fläche von 508,79 Hektar liegt vollständig auf dem Gebiet der Gemeinde Aiterhofen.

## Geschichte
Aus der damaligen Gemeinde Niederharthausen wurden im Jahr 1949 die Gemeindeteile Haberkofen, Niederast und Oedhof in die Gemeinde Straßkirchen eingegliedert. Damit reduzierte sich die Gemeindefläche von etwa 983 auf rund 511 Hektar. Am 1. Mai 1978 wurde die bis dahin selbständige Gemeinde Niederharthausen mit den Gemeindeteilen Niederharthausen, Burgstall und Lindhof in die Gemeinde Aiterhofen eingegliedert.

### Einwohnerentwicklung der Gemeinde Niederharthausen
- 1840: 0 333 Einwohner[9]
- 1871: 0 329 Einwohner[10]
- 1875: 0 309 Einwohner[9]
- 1885: 0 334 Einwohner[11]
- 1900: 0 325 Einwohner[12]
- 1925: 0 293 Einwohner[6]
- 1950: 0 297 Einwohner[7]
- 1961: 0 260 Einwohner[13]
- 1970: 0 221 Einwohner[14]

### Einwohnerentwicklung des Kirchdorfes Niederharthausen
- 1871: 0 132 Einwohner[10]
- 1875: 0 132 Einwohner[15]
- 1885: 0 135 Einwohner[11]
- 1900: 0 142 Einwohner[12]
- 1925: 0 152 Einwohner[6]
- 1950: 0 245 Einwohner[7]
- 1961: 0 216 Einwohner[13]
- 1970: 0 205 Einwohner[14]
- 1987: 0 190 Einwohner[1]

## Kultur und Sehenswürdigkeiten
Die Kirche ist eine katholische Filialkirche St. Johannes d. T., deren Chor frühgotisch ist, während das Langhaus aus dem 15. Jahrhundert stammt.
An Vereinen gibt es die Freiwillige Feuerwehr (FF) und den im Jahr 1982 gegründeten Eisstock-Club Niederharthausen (E.C.N.).
Siehe auch: Liste der Baudenkmäler in Aiterhofen

## Wirtschaft
An der Kreisstraße SR 9 liegt eine Betriebsstätte der Firma Bayern-Ei, die 2015 in einen Salmonellen-Skandal verwickelt war und unmittelbar stillgelegt wurde. Einer Weiternutzung der Betriebsanlage durch die Fa. Wiesenhof als Masthähnchenanlage stellte sich die Dorfgemeinschaft erfolgreich entgegen.